# Ronald Alex Gamarra Herrera

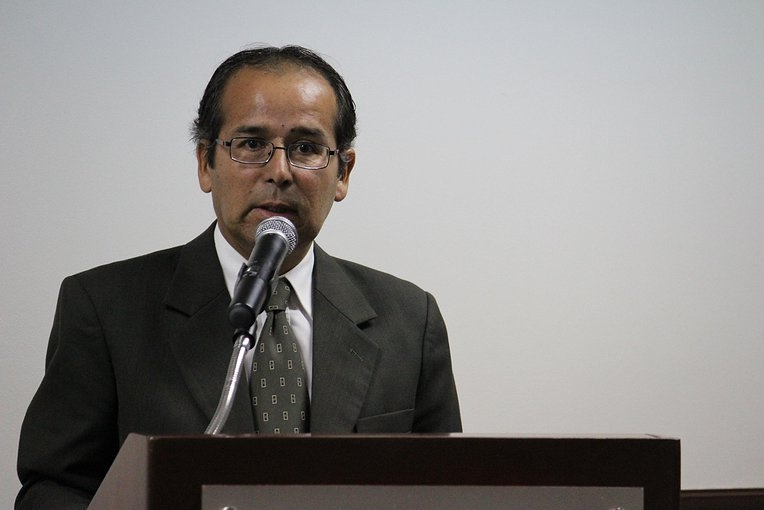
Ronald Gamarra

Ronald Alex Gamarra Herrera (Lima, 10 de desembre de 1958) és un advocat, professor i polític peruà. Va tenir un important paper -com a advocat defensor dels familiars de les víctimes- en la condemna per vint anys contra l'expresident Alberto Fujimori per delictes de lesa humanitat, que inclouen homicidi qualificat, lesions greus i desaparició forçada en els casos La Cantuta i Barrios Altos. El 2008-2010 ha estat secretari executiu de la Coordinadora Nacional de drets humans de Perú. En el govern d'Alejandro Toledo va ser Procurador Anticorrupció. Allà va dirigir investigacions contra els membres de la dictadura fujimorista com Vladimiro Montesinos. Fou perit internacional el procés contra el jutge Baltasar Garzón en 2010.